# WABC-TV
WABC-TV (também conhecida como ABC 7 ou Channel 7) é uma emissora de televisão estadunidense com sede na cidade de Nova York, no estado homônimo. Opera no canal 7 VHF digital e é uma emissora própria da American Broadcasting Company (ABC). Pertence a ABC Owned Television Stations, subsidiária da Disney Media and Entertainment Distribution. Seus estúdios estão localizados na Lincoln Square, no distrito de Manhattan, ao lado da sede corporativa da ABC, e sua torre de transmissão está localizada no topo do Empire State Building.

## História

### Como WJZ-TV (1948-1953)

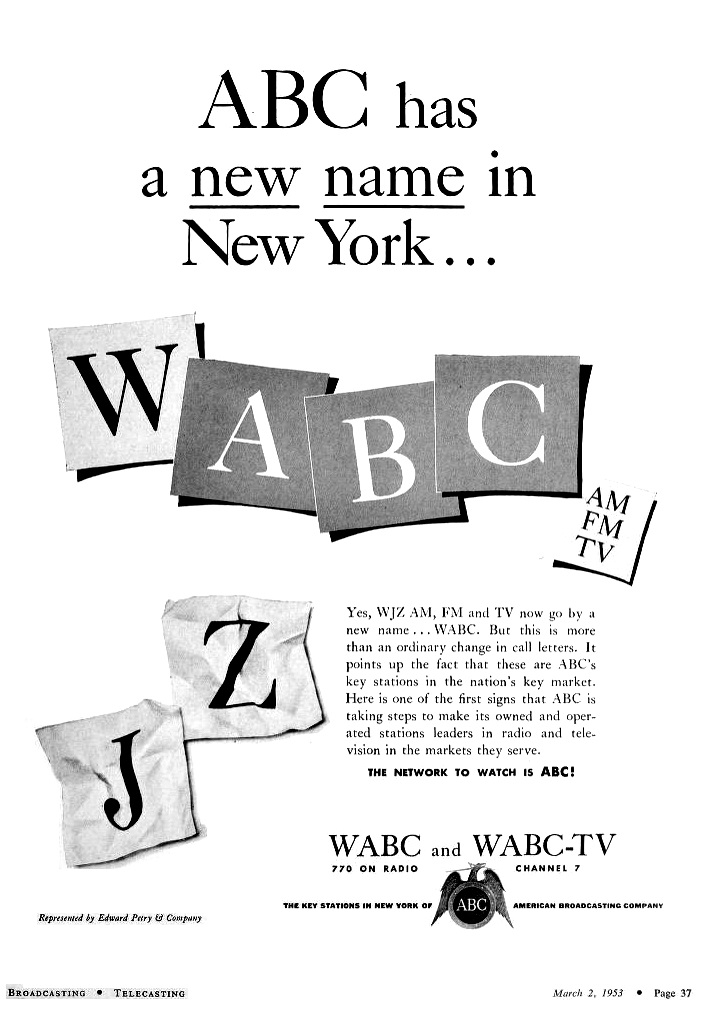
Anúncio de março de 1953 anunciando a mudança do prefixo da emissora de WJZ-TV para WABC-TV.

A emissora entrou no ar em 10 de agosto de 1948 como WJZ-TV, a primeira de três emissoras de televisão instaladas pela ABC no mesmo ano, sendo a WENR-TV em Chicago e WXYZ-TV em Detroit sendo as outras duas. O prefixo da emissora veio de sua emissora de rádio irmã, WJZ. Em seus primeiros anos, a WJZ-TV era uma emissora independente, já que a rede de televisão ABC ainda estava em seus estágios iniciais de desenvolvimento. As emissoras de propriedade da ABC transmitiram alguma programação comum durante esse período, especialmente depois de 1949, quando o horário nobre da rede começou a se expandir. O local do transmissor original da estação estava localizado no The Pierre Hotel na 2 East 61st Street, antes de se mudar para o Empire State Building alguns anos depois. Os estúdios originais da estação estavam localizados na 77 West 66th Street, com estúdios adicionais na 7 West 66th Street. Um túnel ligava os estúdios da ABC na 7 West 66th Street ao lobby do Hotel des Artistes, um quarteirão ao norte na West 67th Street. Outro estúdio dentro do Hotel des Artistes foi usado para a Eyewitness News Conference.

### Como WABC-TV (1953-presente)
O prefixo da emissora foram alteradas para WABC-TV em 1 de março de 1953, depois que a ABC fundiu suas operações com a United Paramount Theatres, uma empresa que foi separada da ex-controladora Paramount Pictures por decreto do governo dos Estados Unidos. O prefixo WJZ-TV foi posteriormente reatribuído à Westinghouse Broadcasting (os proprietários originais da rádio WJZ em Nova York) como uma referência histórica em 1957 para sua emissora de televisão recém-adquirida em Baltimore.
Como parte do programa de expansão da ABC, iniciado em 1977, a ABC construiu o 7 Lincoln Square na esquina sudeste da West 67th Street com a Columbus Avenue, no local de um armazém de mudança e armazenamento abandonado. Quase ao mesmo tempo, a construção foi iniciada na 30 West 67th Street no local de um antigo estacionamento. Ambos os edifícios foram concluídos em junho de 1979 e a WABC-TV mudou seus escritórios da 77 West 66th Street para 7 Lincoln Square.
Em 11 de setembro de 2001, os equipamentos de transmissão da WABC-TV, bem como outras oito emissoras de televisão locais e várias emissoras de rádio, foram destruídas quando dois aviões sequestrados colidiram e destruíram as torres norte e sul do World Trade Center. O engenheiro de manutenção do transmissor da WABC-TV, Donald DiFranco, morreu no ataque. Imediatamente após, a emissora retransmitiu seu sinal por meio das emissoras WNYE-TV, WHSE-TV, WHSI-TV e a New Jersey Network (WNJN, WNJB, WNJT, WNJS, W43CH-D, W49BE-D e W35DK-D) antes de instalar equipamentos temporárias na Torre Armstrong em Alpine, Nova Jersey. A emissora finalmente restabeleceu as instalações de transmissão no Empire State Building, de onde transmitia originalmente quando foi ao ar em 1948.
ABC News Now foi lançado em 2004 nos subcanais digitais das emissoras próprias da ABC. Em 31 de janeiro de 2005, a ABC removeu o ABC News Now das emissoras próprias e afiliadas quando o canal encerrou sua fase experimental. O grupo mudou sua programação em canais secundários para ABC Plus, um formato de notícias e relações públicas locais. A ABC se uniu à AccuWeather para lançar um serviço multicast no terceiro subcanal do WABC-TV entre 9 de dezembro de 2005 e 31 de março de 2006. 
Em 27 de maio de 2007, os estúdios da WABC-TV sofreram grandes danos devido a um incêndio que tirou a emissora do ar pouco antes do início do telejornal das 23h. De acordo com relatórios preliminares, o fogo pode ter sido provocado por um holofote que entrou em contato com uma cortina dentro do estúdio de jornalismo. O site da emissora relatou posteriormente a causa como um "mau funcionamento elétrico". O prédio da emissora foi evacuado e o incêndio controlado, embora o estúdio tenha sido considerado "gravemente danificado", tendo sofrido danos por causa da fumaça e da água. A WABC-TV voltou ao ar por volta da 1h do dia 28 de maio de 2007 (inicialmente com a transmissão das 22h de Brothers & Sisters, seguido pela transmissão completa do World News Now). Devido ao incêndio, a emissora transmitiu o Eyewitness News da redação, enquanto o Live! com Regis e Kelly, cujo cenário também foi afetado, mudou-se para o cenário de Who Wants to Be a Millionaire. A partir do telejornal das 17h em 20 de junho de 2007, a emissora retomou as transmissões do Eyewitness News e do Live! de seus principais estúdios na Columbus Avenue e 66th Street. 
Em 7 de março de 2010 às 12h02, o sinal da WABC-TV foi removido dos sistemas da Cablevision (incluindo o iO Digital Cable) da área de Nova York após não conseguir chegar aos termos de um novo acordo de consentimento de retransmissão. A emissora foi substituída por uma tela em branco ou um vídeo em loop contendo uma mensagem da Cablevision sobre a remoção. Para evitar a interrupção da programação, a emissora fez campanha para os assinantes da Cablevision na área de exibição da emissora (totalizando até três milhões de assinantes) para mudar para outros serviços, como Verizon FiOS e DirecTV ou simplesmente assistir a emissora na TV aberta por meio de uma antena digital, e, se necessário, um conversor digital para aparelhos de televisão mais antigos. A emissora irmã da WABC-TV, WPVI-TV, da Filadélfia, também foi retirada dos sistemas da Cablevision em Nova Jersey nos condados de Mercer, Ocean e Monmouth. Mais tarde naquele mesmo dia, aproximadamente às 20h50, 20 minutos após o início da transmissão da 82ª edição do Oscar, a Cablevision e a ABC chegaram a um acordo, restaurando os sinais da WABC e da WPVI-TV para os assinantes da Cablevision após quase 21 horas. 
Em julho de 2010, a Disney, empresa controladora da ABC, anunciou que estava envolvida em uma disputa de distribuição com a Time Warner Cable (agora Spectrum), a primeira com esse provedor em 10 anos. Esta disputa envolveu quatro emissoras próprias da ABC (a WABC-TV e emissoras irmãs KABC-TV em Los Angeles, WTVD em Durham, Carolina do Norte e WTVG em Toledo, Ohio), Disney Channel e ESPN. Se não houvesse um acordo, as emissoras e canais a cabo afetados teriam sido removidos dos sistemas da Time Warner e da Bright House Networks em todo o país. Em 2 de setembro de 2010, a Disney e a Time Warner Cable chegaram a um acordo de longo prazo para manter os canais nos sistemas das operadoras. 
Em maio de 2013, a WABC-TV e a WPVI-TV se tornaram as duas primeiras emissoras próprias da ABC a oferecer streaming de sua programação ao vivo na web para assinantes autenticados de provedores de televisão a cabo e satélite participantes, conforme fornecido por meio do relançado aplicativo móvel Watch ABC. 

## Sinal digital
| PSIP | Canal digital | Resolução de vídeo | Programação                            |
| ---- | ------------- | ------------------ | -------------------------------------- |
| 7.1  | 7 VHF         | 720p               | Programação principal da WABC-TV / ABC |
| 7.2  | 7 VHF         | 720p               | Localish                               |
| 7.3  | 7 VHF         | 480i               | Laff                                   |

A Live Well Network (LWN) foi lançada em 27 de abril de 2009 em alta definição pelas emissoras próprias da ABC nos subcanais. 
A ABC Owned Television Stations anunciou em janeiro de 2015 que o terceiro subcanal de suas emissoras seria afiliado à rede Laff após o lançamento em 15 de abril de 2015. Até então a LWN era transmitida em ambos os subcanais. A empresa rebatizou a Live Well Network em 7.2 como Localish em 17 de fevereiro de 2020 para adicionar um espaço para o conteúdo de estilo de vida local.

### Transição para o sinal digital
Com base no decreto federal de transição das emissoras de TV estadunidenses do sinal analógico para o digital, a WABC-TV interrompeu a programação regular em seu sinal analógico canal 7 VHF às 12h30 em 12 de junho de 2009. O sinal digital da emissora mudou do canal 45 UHF (onde estava desde 1999) para o canal 7 VHF. O sinal digital da WABC-TV foi inicialmente difícil de sintonizar na cidade de Nova York. A Federal Communications Commission (FCC) solicitou a emissora para que a mesma transmitisse em potência inferior. A emissora estava entre as muitas em que se era necessário aumentar a potência para restaurar a cobertura ao mesmo nível de seu sinal analógico anterior. Em 29 de junho de 2009, a WABC-TV entrou com um pedido na FCC para aumentar a potência de 11,69 kW para 27 kW. Em 31 de janeiro de 2010, a FCC concedeu uma autoridade temporária especial (STA) para a emissora aumentar a potência para 26,9 kW.

## Programas
Além de exibir a programação nacional da ABC, a WABC-TV também exibe os seguintes programas locais:
- Eyewitness News at 5: Telejornal, com Sade Baderinwa;
- Eyewitness News at 6: Telejornal, com Bill Ritter e Liz Cho;
- Eyewitness News at 11: Telejornal, com Bill Ritter e Sade Baderinwa;
- Eyewitness News at Noon: Telejornal, com David Novarro e Shirleen Allicot;
- Eyewitness News First at 4: Telejornal, com David Novarro e Liz Cho;
- Eyewitness News Saturday Morning: Telejornal, com Michelle Charlesworth;
- Eyewitness News Sunday Morning: Telejornal, com Michelle Charlesworth;
- Eyewitness News This Morning: Telejornal, com Ken Rosato e Shirleen Allicot;
- Eyewitness News UpClose: Jornalístico, com Bill Ritter;
- Live with Kelly and Ryan: Talk show, com Kelly Ripa e Ryan Seacrest;
- Tiempo: Jornalístico, com Joe Torres;

Outros programas compuseram a grade da emissora, e foram descontinuados:
- A.M New York
- Good Morning New York
- Report to New York
- The Big News

### Live with Kelly and Ryan
A WABC-TV produz o talk show nacionalmente sindicado Live with Kelly and Ryan. Até que os telejornais da emissora fossem transferidos para um estúdio separado em 2011, o programa era produzido no mesmo estúdio do térreo na 7 Lincoln Square como Eyewitness News, criando assim uma situação que forçou a produção de atualizações de notícias locais durante o Good Morning America e do Live da redação da WABC-TV e a presença do programa matinal também limitaram o tamanho do conjunto do Eyewitness News.
As raízes do programa se originaram com o A.M. Nova York, que estreou em 1970 como uma versão local do programa Today da NBC. Seu primeiro apresentador foi John Bartholomew Tucker, que permaneceu no programa até 1972. Após a partida de Tucker, uma sucessão de apresentadores assumiram o programa, mas o mais bem-sucedido de todos foi Stanley Siegel, que apresentou de 1975 a 1978. Depois de 1980, o programa foi renomeado para Good Morning New York, cujos co-apresentadores nos últimos anos de sua exibição nessa forma incluíam Spencer Christian, Andrea Kirby, Judy Licht, Dick Wolfsie e o antigo repórter e âncora Eyewitness News Doug Johnson. Depois de anos perdendo a batalha de audiência contra Donahue na WNBC-TV, a WABC-TV cancelou o programa no início de 1983. 
O programa atual começou como a segunda tentativa da emissora em um programa matinal local um mês depois, apropriadamente intitulado The Morning Show, e foi originalmente apresentado por Regis Philbin e Cyndy Garvey. Após a partida de Garvey um ano depois, ela foi substituída por Ann Abernathy, que por sua vez, saiu em 1985 para retornar a Los Angeles. Naquele ano, Kathie Lee Johnson se tornou a nova co-apresentadora de Philbin.
Em 1988, a Buena Vista Television começou a distribuir o programa nacionalmente como Live with Regis e Kathie Lee. Gifford deixou o programa em 2000 e foi substituído por Kelly Ripa. Philbin saiu em novembro de 2011, e o programa foi ao ar por quase um ano como Live! com Kelly até o ex-New York Giants, Michael Strahan, se tornar o co-apresentador permanente de Ripa em setembro de 2012. Em maio de 2016, Strahan deixou o programa para se tornar um âncora em tempo integral no Good Morning America, deixando Ripa como apresentadora única novamente. Em 1º de maio de 2017, foi anunciado que Ryan Seacrest se tornaria o novo apresentador do programa. Para acomodar seu programa de rádio sindicado On Air com Ryan Seacrest (que normalmente era produzido em Los Angeles), um estúdio adicional foi construído dentro das instalações da rádio WABC.

### Programação esportiva
A WABC-TV atua como emissora local dos jogos do Monday Night Football envolvendo o New York Giants e o New York Jets, transmitindo simultaneamente os jogos da equipe na ESPN (a empresa controladora da WABC-TV, The Walt Disney Company, detém uma participação majoritária de 80% na ESPN, e a ABC Owned Television Stations tem o direito de preferência para transmissões simultâneas de transmissões da NFL da ESPN no mercado de origem de uma equipe). A pré-temporada e as transmissões de segunda à noite marcam os únicos jogos da NFL transmitidos na WABC-TV desde que a ABC perdeu os direitos dos jogos da NFL em 2006. As transmissões do Monday Night Football envolvendo os Giants ou Jets que não são transmitidos pela WABC-TV são sublicenciadas para a WPIX. A emissora transmitiu a cobertura da vitória dos Giants no Super Bowl XXV.
Desde 2013, a WABC-TV atua como a distribuidora local exclusiva em inglês da Maratona da Cidade de Nova York, que a emissora transmite ao vivo, com destaques transmtidos pela ESPN e pela ABC. A emissora antecipa uma edição de fim de semana do Good Morning America e atrasa o This Week para agendar um horário para a transmissão ao vivo. A maratona também é transmitida simultânea e nacionalmente na ESPN2 (os espectadores da área de exibição da WABC-TV não podem assistir a transmissão através da ESPN2, pois a transmissão simultânea é bloqueada localmente).
A WABC-TV atualmente exibe todos os jogos do New York Knicks e do Brooklyn Nets transmitidos pelo NBA in ABC. A estação exibiu as aparições dos Knicks nas finais da NBA de 1970, 1972 e 1973, bem como a aparição dos então New Jersey Nets nas finais da NBA de 2003.
A emissora exibiu anteriormente os jogos do New York Rangers, New York Islanders e New Jersey Devils, transmitidos pelo NHL in ABC. Isso incluiu as vitórias do Devils nas finais da Stanley Cup em 2000 e 2003, bem como sua derrota nas finais da Stanley Cup em 2001.
A WABC-TV também exibiu anteriormente quaisquer jogos do New York Yankees e do New York Mets por meio do contrato de beisebol da ABC, incluindo a vitória dos Yankees na World Series de 1977 e a derrota na World Series de 1981.

### Jornalismo
Atualmente, a WABC-TV transmite 43 horas e 55 minutos de noticiários produzidos localmente por semana (com 6 horas, 35 minutos cada dia da semana e 5 1⁄2 horas cada um aos sábados e domingos). A emissora tem parceria com a emissora irmã WPVI-TV na produção e transmissão de debates políticos em todo o estado de Nova Jersey. Quando as duas emissoras transmitem um debate estadual, como para o governador ou o Senado dos Estados Unidos, elas reúnem recursos e têm âncoras ou repórteres de ambas as emissoras para participarem do debate. Além disso, as duas emissoras compartilham a cobertura de notícias de Nova Jersey, onde seus mercados se sobrepõem.

#### Primórdios
A WABC-TV lançou o Report to New York, seu primeiro programa de notícias regular, em 26 de outubro de 1959, tendo Scott Vincent com as notícias, Howard Cosell com os esportes e Lynn Dollar com o tempo. O programa ia ao ar de segunda a sexta-feira às 23h. Em janeiro de 1961, a emissora expandiu o Report to New York com uma edição antecipada de 15 minutos às 18h15, todos os dias.
Em 22 de outubro de 1962, a WABC-TV expandiu seu telejornal noturno para 45 minutos e renomeou-o como The Big News. Os recém-chegados Bill Beutel e Jim Burnes foram os âncoras, com Cosell continuando nos esportes e Rosemary Haley na previsão do tempo. No entanto, esse esforço não conseguiu atrair espectadores da líder de audiência, WCBS-TV, e da segunda colocada WNBC-TV.

#### EraEyewitness News
No início de 1968, Beutel deixou a emisora para se tornar chefe do escritório de Londres da ABC News, e foi substituído por Roger Grimsby, que foi transferido pela ABC da emissora irmã de San Francisco, KGO-TV. Em uma reformulação completa, Grimsby foi acompanhado por Tex Antoine, colunista de fofocas de celebridades, Rona Barrett, colunista do New York Daily News, Jimmy Breslin, com comentários políticos, e críticas de Martin Bookspan e Allan Jeffries, enquanto Cosell continuou nos esportes. No entanto, este formato não ajudou as classificações, que caíram para o nível mais baixo até então.
Mais tarde naquele ano, o recém-contratado diretor de notícias Al Primo trouxe para a WABC-TV o formato e a marca Eyewitness News, em que os repórteres apresentam as reportagens diretamente aos telespectadores. Tendo tido grande sucesso ao introduzir o formato durante seu tempo na KYW-TV da Filadélfia, Primo desta vez adicionou um quadro de conversa entre os âncoras, conhecido como "happy talk". O formato Eyewitness News foi rapidamente adotado pelas outras quatro emissoras próprias da ABC na época. O formato rapidamente deu bom resultado. Em um ano, a WABC-TV alcançou o primeiro lugar nas classificações pela primeira vez em sua história, substituindo o antigo líder WCBS-TV, passando a maior parte da década tendo uma grande disputa pelo primeiro lugar. Por algum tempo, na década de 80, caiu para o último lugar entre as emissoras de TV aberta, mas ainda lutou com a WNBC-TV pelo segundo lugar. Mantendo apenas Grimsby, Cosell e Antoine do formato anterior, Primo também contratou Tom Dunn, da WCBS-TV, para servir como co-âncora de Grimsby. Depois que Dunn partiu para a WOR-TV em 1970, Bill Beutel voltou à emissora como seu substituto, e nos 16 anos seguintes, Grimsby e Beutel foram os apresentadores do Eyewitness News. A equipe Grimsby-Beutel se separou por vários meses em 1975, depois que a ABC transferiu Beutel para seu novo programa matinal, AM America, em janeiro daquele ano. A emissora trouxe Bill Bonds da WXYZ-TV e o veterano âncora de Boston, Tom Ellis, para ajudar a substituir Beutel, com Grimsby se juntando a Ellis às 18h e sendo titular às 23h. Quando o AM America foi cancelado e substituído pelo Good Morning America em novembro de 1975, Beutel voltou a fazer dupla com Grimsby às 18h, com Ellis se juntando a Bonds às 23h. Bonds voltou a Detroit em junho de 1976, e foi substituído por Larry Kane, que durou apenas um ano como único âncora às 23h antes de retornar ao sua cidade natal, Filadélfia. Ellis permaneceu até maio de 1977, e o sucessor de Kane, Ernie Anastos, começou sua carreira em Nova York na emissora, co-ancorando o telejornal das 23h com Rose Ann Scamardella, e mais tarde, Kaity Tong, durante os 12 anos em que esteve na emissora.
Em 30 de novembro de 1981, a emissora tornou-se a segunda na cidade a expandir seus telejornais de fim de tarde, adicionando uma edição às 17 horas, apresentada inicialmente por Rose Ann Scamardella e Storm Field, e mais tarde por Kaity Tong e Tom Snyder.
Em 1985, a emissora passou a ser dirigida pelo diretor de jornalismo da WLS-TV, Bill Applegate, que veio de Chicago para a cidade de Nova York. Applegate foi o responsável por levar a WLS-TV do último ao primeiro lugar de audiência em apenas dois anos, e a ABC esperava que ele pudesse fazer a mesma coisa na emissora principal. Durante a queda na audiência, Grimsby foi demitido em 16 de abril de 1986, sendo rapidamente contratado pela concorrente WNBC-TV. Em 1987, a emissora voltou ao primeiro lugar. Desde então, tem sido a líder de audiência na cidade de Nova York, e se tornou a emissora de televisão aberta mais assistida nos Estados Unidos. Beutel deixou o cargo de âncora em 2001, encerrando a passagem mais longa de um âncora principal na história da televisão de Nova York naquela época. Seu recorde foi ultrapassado por Chuck Scarborough, da WNBC, e Rafael Pineda, da WXTV.

### 2000 – atual
Na última década, o jornalismo da emissora travou uma batalha pelo primeiro lugar, mas na maior parte do tempo manteve a liderança, ajudada em parte pela audiência entregue por programas de entrevistas e entretenimento de alta audiência. Por mais de 24 anos (de dezembro de 1986 a maio de 2011), o The Oprah Winfrey Show entregou com grande audiência para a edição das 17h do Eyewitness News.
Os telejornais eram retransmitidas em subcanais digitais da emissora, um que também apresentava o clima local e o canal de notícias. O site da WABC-TV tinha um link para streaming de vídeo ao vivo do "Channel 7 Eyewitness News NOW", que oferecia tempo local e nacional ao vivo atualizado pelo AccuWeather junto com notícias locais. O formato do "Eyewitness News NOW" era semelhante ao extinto NBC Weather Plus. Em 24 de fevereiro de 2011, a AccuWeather e a ABC substituíram o ENN, bem como outros canais de notícias semelhantes nas emissoras irmãs da WABC-TV, substituindo-os em todas as três cidades por uma retransmissão simultânea da Live Well Network, e em 15 de abril de 2015, a LWN foi substituida pela rede Laff.
Em 2 de dezembro de 2006, a WABC-TV se tornou a segunda emissora no mercado de Nova York a começar a transmitir seus telejornais locais em alta definição. Em 7 de setembro de 2010, a WABC-TV expandiu seu telejornal matinal durante a semana, mudando seu horário de início para 4h30. 3 dias antes de 4 de setembro de 2010, a emissora adicionou uma extensão de uma hora de seu telejornal matutino de sábado a partir das 9h. Em 26 de maio de 2011, a WABC-TV adicionou mais uma hora de noticiário local às 16h para substituir Oprah, cujo último episódio original foi exibido no dia anterior. A emissora também produz um telejornal às 19h aos sábados, após o futebol americano universitário durante a temporada regular.
Em 24 de setembro de 2011, a emissora começou a transmitir seus telejornais e programas de relações públicas de um novo glass studio em uma antiga loja da Disney no prédio da ABC na 66th Street com a Columbus Avenue. O espaço usado anteriormente para o jornalismo foi usado para expandir o estúdio do Live with Kelly. Em janeiro de 2012, a emissora também ampliou seu telejornal das 23h dos finais de semana em uma hora. Em 8 de setembro de 2014, a emissora expandiu seu telejornal do meio-dia para uma hora inteira em relação à meia hora anterior.

## Equipe

### Membros atuais[44]

#### Apresentadores
- Bill Ritter
- Liz Cho
- Sade Baderinwa
- Ryan Field
- Sam Ryan
- Shirleen Allicot
- David Novarro
- Ken Rosato
- Michelle Charlesworth
- Joe Torres

#### Meteorologistas
- Lee Goldberg
- Sam Champion
- Jeff Smith
- Amy Freeze

#### Repórteres
- Sandra Bookman
- Miguel Amaya
- N.J. Burkett
- Alex Ciccarone
- Naveen Dhaliwal
- Jim Dolan
- John Del Giorno
- Josh Einiger
- Dave Evans
- Lauren Glassberg
- Anthony Johnson
- Sandy Kenyon
- CeFaan Kim
- Dan Krauth
- Mike Marza
- Candace McCowan
- Darla Miles
- Heather O'Rourke
- Nina Pineda
- Kemberly Richardson
- Stacey Sager
- Shannon Sohn
- Marcus Solis
- Kristin Thorne
- Derick Waller
- Lucy Yang
- Toni Yates

### Membros antigos[45]
- Roz Abrams
- Ernie Anastos
- Tex Antoine †
- Steve Bartelstein
- Bill Beutel †
- Bill Bonds †
- Jim Bouton †
- Spencer Christian (hoje na KGO-TV)
- Lisa Colagrossi †
- Bertha Coombs (hoje na CNBC)
- Victoria Corderi
- Howard Cosell †
- Penny Crone
- Tom Dunn †
- Tom Ellis †
- Bill Evans (hoje na WLNG)
- Storm Field
- Ira Joe Fisher
- Frank Gifford †
- Carlos Granda (hoje na KABC-TV)
- Roger Grimsby †
- Mark Haines †
- Robb Hanrahan (hoje na WHP-TV)
- Steve Hartman (now with CBS News)
- E. D. Hill
- Carol Iovanna
- John Johnson
- Larry Kane
- Bob Lape (hoje na WCBS AM)
- Judy Licht
- Nancy Loo (hoje na WGN America)
- Dorothy Lucey (hoje na KTTV)
- Felipe Luciano
- Joan Lunden
- Sal Marchiano
- Art McFarland
- Corey McPherrin (hoje na WFLD)
- Larry Mendte (hoje na WABC AM)
- George Michael †
- Tim Minton
- Rob Nelson (hoje na WGN America)
- Mary Nissenson †
- Gil Noble †
- Mike Parker †
- Jim Paymar (hoje presidente da Paymar Communications)
- Jeff Pegues (hoje na CBS News)
- Charles Perez
- Tappy Phillips
- Richie Powers †
- Rob Powers (hoje na WEWS-TV)
- Shimon Prokupecz (hoje na CNN)
- Geraldo (hoje no Fox News Channel)
- Susan Roesgen (hoje na WGNO)
- Jeff Rossen (hoje na NBC News)
- Rose Ann Scamardella
- John Schubeck †
- Marvell Scott
- Rosanna Scotto (hoje na WNYW)
- Joel Siegel †
- Tom Snyder †
- Lara Spencer (hoje apresentadora do Good Morning America)
- Lori Stokes (hoje na WNYW)
- Spencer Tillman (hoje na KTRK-TV e na Fox Sports como comentarista)
- Lee Thomas (hoje na WJBK)
- Melba Tolliver
- Kaity Tong (hoje na WPIX)
- John Bartholomew Tucker †
- David Ushery (hoje na WNBC)
- Scott Vincent †
- Rolonda Watts
- Diana Williams
- Joe Witte (hoje no Goddard Space Flight Center)
- Warner Wolf
- Jenna Wolfe (hoje na Fox Sports 1)
- Eli Zaret